# Werken (arbeid)

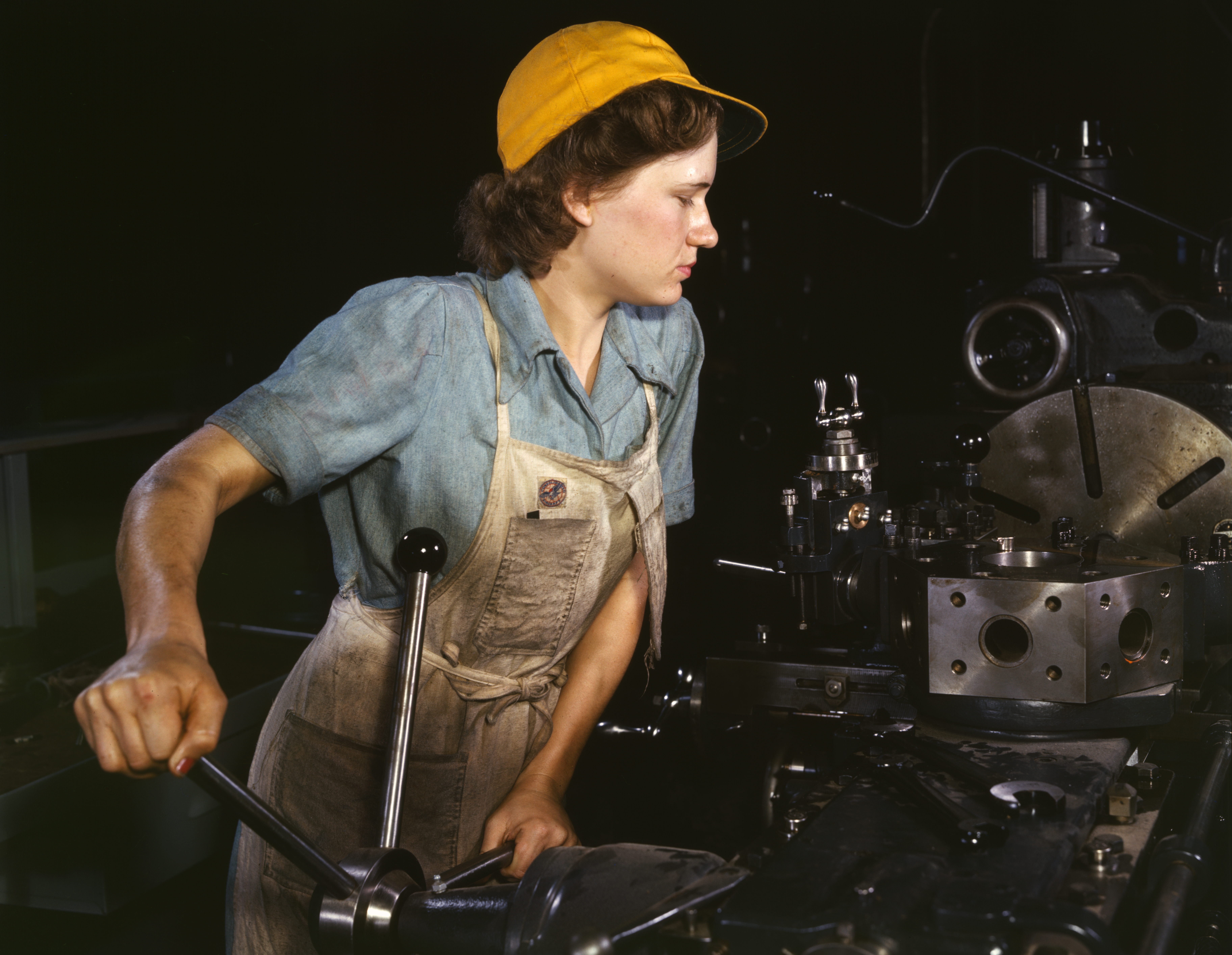
Rosie the Riveter, een Amerikaans symbool voor de Amerikaanse vrouwen die tijdens de Tweede Wereldoorlog in de fabrieken werkten, ter vervanging van de mannen die in het leger dienden.

Werken is het aanbrengen van wenselijk geachte veranderingen in de omgeving door menselijke activiteit. Werk kan zowel lichamelijk als geestelijk zijn.
In economisch verband spreekt men van arbeid. Er wordt onderscheid gemaakt tussen betaald en onbetaald werk. Onbetaald werk voor derden waarbij geen sprake is van dwang wordt vrijwilligerswerk genoemd. Onbetaald werk voor derden waarbij wel sprake is van dwang wordt slavernij genoemd. Arbeid bij mensen jonger dan 12 jaar wordt kinderarbeid genoemd.
Er wordt ook onderscheid gemaakt tussen werkgevers en werknemers. Een werknemer is iemand die betaald werk voor de werkgever verricht. Een werkgever is een natuurlijke persoon door wiens werk betaald werk voor anderen ontstaat, of een rechtspersoon waarbij werknemers in dienst zijn, in aanbod van aangeboden werkzaamheden door de werkgever. 
Een samenhangend geheel van arbeidstaken wordt beroep genoemd. Een werknemer heeft een bepaalde functie waarin hij taken verricht. In een bedrijf wordt het aantal werknemers uitgedrukt in fte (fulltime-equivalent).
In vrijwel de gehele westerse wereld zijn de arbeidsverhoudingen wettelijk geregeld in bijvoorbeeld een bedrijfsregeling of collectieve arbeidsovereenkomst (c.a.o.). Arbeiders hebben het recht zich te verenigen in vakbonden.
In twee derde van de Nederlandse huishoudens werken beide partners. In een derde werkt slechts een van beide. Vaak is dat de man, maar in een kwart van de gevallen de vrouw.

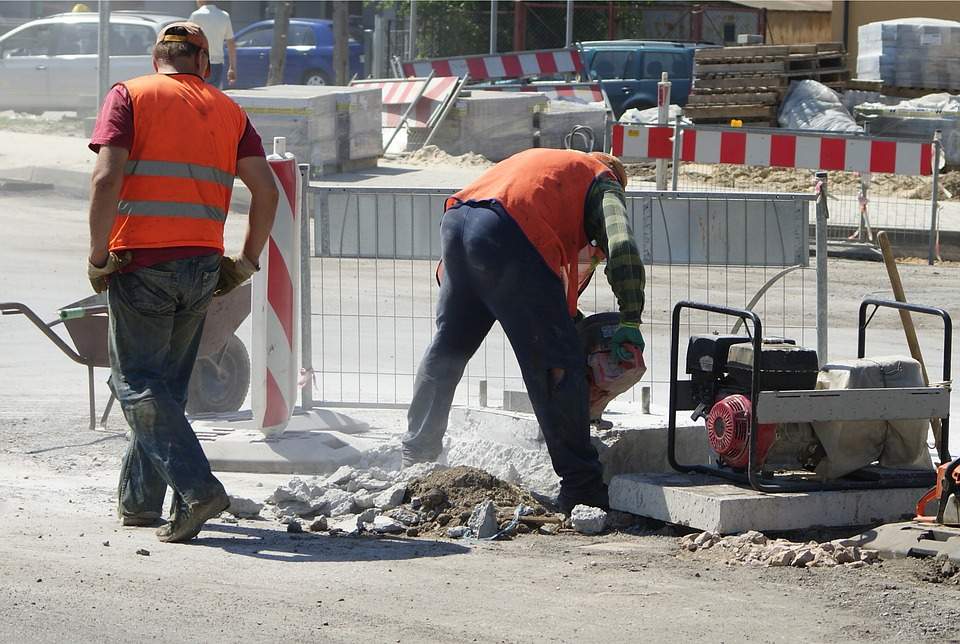
Wegwerkers (beroep) die arbeid verrichten

## Geschiedenis
De taalkundige afleiding van het woord Arbeid stamt van het Indo-Europese woord Ar (=ploeg) en het oergermaanse Orbho (= knecht). In het Oudhoogduits betekent het ook moeite, ongemak. Het Nederlandse woord Arbeid is afgeleid van de Germaanse talen Are Bejd of Ar(a)beit, een situatie van grote nood waarin mensen komen te verkeren die uit hun stam (antropologie) zijn gevallen en –afhankelijk van dienstbaarheid aan vreemden- zich in leven moeten houden.
Arbeid heeft dus te maken met inspanning en verlies van geborgenheid. In het Oudhoogduits hebben Arbeid en Armoede –Ar(a)muoti- dezelfde stam (taalkunde). In veel andere talen in Europa gebruikt men Arbeid voor woord die pijn, moeite en inspanning aanduiden. Het verwijst ook naar de barensweeën van vrouwen. Dit geldt ook voor –de stam (taal) van- het Engelse Labour, het Italiaanse Lavoro als voor het Franse Labeur. In de 12e eeuw komen we voor het eerst het woord Ouvrier (arbeider) tegen.
Ook andere wetenschappers zijn het er over eens dat tot ver in de 13e eeuw het Arbeiden gelijk was met werken in de landbouw, bewerken van de grond (aarde), spitten en graven. Onaangenaam bezig zijn en zwaar werken.

## Internationaal
In Nederland wordt een werknemer ook wel arbeider genoemd. De term "arbeider" is echter veelal verouderd. Het meest wordt de term "arbeider" nog gebruikt om iemand aan te duiden die in loondienst lichamelijk werk verricht, bijvoorbeeld de havenarbeider.
De Belgische arbeidswetgeving maakt nog een duidelijk onderscheid tussen arbeiders (traditioneel handarbeiders) en bedienden (traditioneel hoofdarbeiders). Dit onderscheid heeft met name betrekking op sociale wetten, opzegtermijnen en dergelijke.

## Werkplek
Met 'mijn werk' bedoelen veel mensen de plek waar men in een aantal dagen of uren per week een inkomen verdient. Daarnaast is het de plek waar men collega's ontmoet en met hen samen werkt. Een aspect van de werkplek is dat men daar in aanraking komt met anderen die men in de privésfeer niet snel zal ontmoeten.